# Darcys lag

Diagram som visar definition och riktningar för Darcys lag

Darcys lag beskriver den hastighet med vilken en fluid flödar genom ett poröst medium och används bland annat inom hydrogeologin. År 1856, efter olika försök med vatten rinnande genom vattenmättade sandbäddar, formulerade Henry Darcy följande lag:
{\displaystyle \mathbf {Q} =\mathbf {-} \mathbf {K} \mathbf {A} {\frac {dh}{dL}}};
där:
Q = vattenflöde (m³/s)
K = hydraulisk konduktivitet (m/s)
A = tvärsnittsarea (m²)
dh/dL = hydraulisk gradient (dimensionslös, m/m)

## Darcys lag för omättade flöden
För omättade vattenflöden i mark varierar den hydrauliska konduktiviteten (K) starkt med markens vattenhalt (θ), varför Darcys lag kan skrivas
{\displaystyle \mathbf {Q} =\mathbf {-} \mathbf {K} \mathbf {(\theta )} \mathbf {A} {\frac {dh}{dL}}};
där
{\displaystyle \mathbf {K} \mathbf {(\theta )} ={\frac {\mathbf {1} }{\mathbf {8} \mathbf {\eta } \mathbf {\tau } }}\mathbf {\Sigma } \mathbf {(\Delta } \mathbf {\theta )} _{i}\mathbf {r} _{i}^{2}}
K(θ) = markens vattengenomsläpplighet (m/s)
η = dynamisk viskositet (Pa s)
Τ = tortousitet (dimensionslös)
θ = vattenhalt i marken (dimensionslös)
r = markporens ekvivalentradie (m)